# Gunupur
Gunupur es una ciudad y comité de área notificada situada en el distrito de Rayagada en el estado de Odisha (India). Su población es de 28870 habitantes (2011). Se encuentra a orillas del río Vamsadhara a 263 km de Bhubaneswar y a 48 km de Rayagada.

## Demografía
Según el censo de 2011 la población de Gunupur era de 28870 habitantes, de los cuales 14382 eran hombres y 14488 eran mujeres. Gunupur tiene una tasa media de alfabetización del 76,9%, superior a la media estatal del 72,87%.

## Clima
| Parámetros climáticos promedio de Gunupur | Parámetros climáticos promedio de Gunupur | Parámetros climáticos promedio de Gunupur | Parámetros climáticos promedio de Gunupur | Parámetros climáticos promedio de Gunupur | Parámetros climáticos promedio de Gunupur | Parámetros climáticos promedio de Gunupur | Parámetros climáticos promedio de Gunupur | Parámetros climáticos promedio de Gunupur | Parámetros climáticos promedio de Gunupur | Parámetros climáticos promedio de Gunupur | Parámetros climáticos promedio de Gunupur | Parámetros climáticos promedio de Gunupur | Parámetros climáticos promedio de Gunupur |
| Mes                                       | Ene.                                      | Feb.                                      | Mar.                                      | Abr.                                      | May.                                      | Jun.                                      | Jul.                                      | Ago.                                      | Sep.                                      | Oct.                                      | Nov.                                      | Dic.                                      | Anual                                     |
| ----------------------------------------- | ----------------------------------------- | ----------------------------------------- | ----------------------------------------- | ----------------------------------------- | ----------------------------------------- | ----------------------------------------- | ----------------------------------------- | ----------------------------------------- | ----------------------------------------- | ----------------------------------------- | ----------------------------------------- | ----------------------------------------- | ----------------------------------------- |
| Temp. máx. abs. (°C)                      | 38.5                                      | 33.2                                      | 39.9                                      | 38.4                                      | 40.5                                      | 40.5                                      | 39.9                                      | 37.2                                      | 37.5                                      | 36                                        | 34.6                                      | 32                                        | '                                         |
| Temp. máx. media (°C)                     | 27.8                                      | 29.3                                      | 30.9                                      | 31.8                                      | 33                                        | 32.3                                      | 31.2                                      | 31.3                                      | 31.3                                      | 31                                        | 29.8                                      | 28.2                                      | 33                                        |
| Temp. mín. media (°C)                     | 20.5                                      | 22.2                                      | 24.5                                      | 26.2                                      | 27.4                                      | 27.2                                      | 26.2                                      | 25.9                                      | 25.8                                      | 25                                        | 23.1                                      | 20.8                                      | 20.8                                      |
| Temp. mín. abs. (°C)                      | 13.6                                      | 14                                        | 20                                        | 21                                        | 16.4                                      | 20                                        | 21.4                                      | 21                                        | 16.4                                      | 15.6                                      | 14.9                                      | 10.6                                      | '                                         |
| Precipitación total (mm)                  | 12.4                                      | 31.7                                      | 18.6                                      | 18.8                                      | 99.8                                      | 124.7                                     | 133.2                                     | 154.1                                     | 219                                       | 202.4                                     | 99.3                                      | 10.9                                      | 1124.9                                    |
| Humedad relativa (%)                      | 60                                        | 61                                        | 63                                        | 66                                        | 66                                        | 74                                        | 83                                        | 85                                        | 83                                        | 76                                        | 66                                        | 60                                        | 70.3                                      |
| Fuente: Gunupur Weather                   |                                           |                                           |                                           |                                           |                                           |                                           |                                           |                                           |                                           |                                           |                                           |                                           |                                           |